# Оседлов, Яков Михайлович
Яков Михайлович Оседлов — председатель Братского волисполкома (1920—1923 гг.), хозяйственный работник местного уровня.

## Биография
Крестьянин-бедняк Яков Михайлович Оседлов родился в селе Долгий Луг в 1883 году, сын ссыльного поселенца из Каменец-Подольской губернии.

### Участие в революционной работе
В 1908 году Я. М. Оседлов помогал ссыльному социал-демократу В. Е. Евдокимову в организации в родном селе первого охотничьего общества по сбыту пушнины, но губернатор общество запретил и Оседлов был взят на учет как неблагонадежный. В 1912 году вместе с В. В. Рябиковым, М. Е. Карповым и другими участвовал в создании общества изучения Сибири и ее быта. В 1914 году он работал лесообъездчиком по волости, разъезжал по деревням, где привлекал крестьян в потребительское общество.
Во время Первой мировой войны работал по заданию братских большевиков (это нужно было, чтобы избежать призыва в армию, так как с завода рабочих не брали в армию, по причине того, что Николаевский завод производил военную продукцию) в почтовом отделении Николаевского завода, его работа проводилась под наблюдением и руководством политссыльных. Одновременного Оседлов исполняет обязанности члена правления и заведующего обществом потребителей.

### 1917 год
После февральской революции Я. М. Оседлов работал в обществе потребителей по закупке товаров и продовольствия для рабочих завода, которые избрали его в комитет общественной безопасности и членом заводского Совета рабочих депутатов.
Именно Я. М. Оседлов организовал арест жандармов и администрации Николаевского завода в ночь с 17 на 18 ноября 1917 года, с чего и началась борьба за Советскую власть на территории Братской волости. Оставаясь на заводе, он вел активную работу в заводском Совете в качестве ответственного за снабжение, в 1917 году Я. М. Оседлов «вступил в партию социал-демократов (б)»

### Красный партизан
Летом 1918 года весь состав Николаевского заводского Совета был арестован, председатель Совета и большая часть депутатов был расстреляна, Я. М. Оседлова один из немногих членов Николаевского заводского Совета, кто пережил лето 1918 года.
Весной следующего 1919 года Я. М. Оседлов тайно готовил группу молодых крестьян для активного сопротивления и борьбы. Созданная им Долголужская группа партизан приняла участие в боевых действиях двух отрядов партизан, в отместку карательные отряды огнем прошлись по окинским деревням, запылали дома активистов. Дом Оседловых был разграблен и Я. М. Оседлов с группой односельчан и рабочих уходит в партизанский отряд Н. А. Бурлова.
В отряде Н. А. Бурлова Я. М. Оседлов стал членом военного совета и ревтрибунала, в ноябре 1919 года во время работы первого Краевого съезда в Нижне-Илимске его фамилия значилась в списке для кооптации в Крайсовет. После освобождения Братска 6 декабря 1919 года его комендантом назначили именно Якова Михайловича.

### После гражданской
В 1920 году он сначала занимал пост председателя волревкома, а затем был избран председателем Братского волостного исполкома, где он работал до 1923 года. Этот период работы был для него сложен, пришлось заново отлаживать работу сельских Советов, бороться с бандами и налаживать новую жизнь. В середине 1920-х годов Я. М. Оседлов ответственный работник в Братске.
В 1929 году Яков Михайлович организует в родном селе Долгий Луг колхоз, председателем которого оставался до 1931 года, после чего работал в различных организациях на хозяйственной работе.
Яков Михайлович Оседлов был арестован 26 августа или 10 декабря 1944 года. Скончался в возрасте семидесяти лет в 1959 году, был реабилитирован 24 апреля 1963 года Президиумом Верховного Суда РСФСР.